# Кратохвил, Иржи
Иржи Кратохвил (чеш. Jiří Kratochvil; 4 января 1940, Брно) — чешский писатель, публицист, драматург, эссеист и журналист.

## Биография
Сын писателя, автора книг для детей и юношества. В 1952 году вместе с семьёй выехал в США. Позже изучал русистику и богемистику в университете Брно, после окончания которого учительствовал, работал библиотекарем.
В «золотые шестидесятые» Иржи Кратохвил вошёл в большую литературу со своими рассказами. После Пражской весны в августе 1968 года и ввода войска Восточного блока в Чехословакию на долгое двадцатилетие в стране установился режим «нормализации». И. Кратохвил вместе с другими деятеля чехословацкого искусства, такими как, Вацлав Гавел, Милан Кундера, Й. Шкворецкий, Л. Мнячко и другие попал в разряд запрещённых авторов.
Зарабатывал на жизнь рабочим на заводе, крановщиком, кочегаром, сторожем на птицеферме, продолжая публиковать свои произведения в самиздатовских и эмигрантских журналах. Пристрастился к мистификации как к литературному жанру.
С 1990 работал в литературно-драматургической редакции филиала Чешского радио в Брно.

## Творчество
Иржи Кратохвил — одна из самых значительных фигур современной чешской литературы, автор большого количества романов, повестей и рассказов, изданных уже после Бархатной революции 1989 года на родине, а в переводах - во многих странах Европы, в США, Турции и Египте. Его тяга к мистификации живёт в особой постмодернистской стилистике большинства его произведений.
Автор театральных и радиопостановок. После 1989 года опубликовал более двадцати книг. Последние романы «Promise» (2009),  «Femme Fatale» (2010) и «Alfa Centauri» (2013),  сборники рассказов «Облава» («Kruhová leč», 2011), «Доброй ночи, сладких снов!» («Dobrou noc, sladhi sny», 2012).

### Избранная библиография
- «Případ s Chantoniem» (самиздат 1978)
- «Медвежий роман» / «Medvědí román», (самиздат 1987, 1990)
- «Десять историй, которые прошли сквозь стены»  (1989)
- «Посреди ночи пение»  / «Uprostřed nocí zpěv» (1992)
- «Орфей из Кенига» / «Orfeus z Kénigu» (1994)
- «Má lásko, postmoderno» (1994)
- «Авион» / «Avion» (1995)
- «Příběhy příběhů» (1996)
- «Siamský příběh» (1996)
- «Slepecká cvičení» (1997)
- «Бессмертная история...» / «Nesmrtelný příběh, aneb život Soni Trocké-Sammlerové čili román karneval» (1997, 2005)
- «Ночное танго»  / «Noční tango» (1999)
- «Urmedvěd» (1999)
- «A babička slaví devětadevadesáté narozeniny» (1999)
- «Печальный Бог» / «Truchlivý Bůh» (2000)
- «Брно ностальгическое и ироническое» / «Brno nostalgické i ironické» (2001)
- «Vyznání příběhovosti» (2001)
- «Ложись, бестия!»  / «Lehni, bestie» (2002)
- «Леди Карнавал» / «Lady Carneval» (2004)
- «Актер» / «Herec», (2006)
- «Брненские рассказы» / «Brněnské povídky» (сборник рассказов, 2007) и др.
- «Обещание» / «Slib» 2009)

## Награды
- премия Тома Стоппарда (за «Медвежий роман», 1991)
- премия Чешских издательств и еженедельника «Literární noviny» (1993)
- премия Эгона Гостовского (1995)
- премия Карела Чапека (премия ПЕН-клуба, 1998)
- премия Ярослава Сейферта (1999),
- премия города Брно
- Премия «Magnesia Litera» (Лучшая чешская книга года, 2007).